# Pedaria armata
Pedaria armata är en skalbaggsart som beskrevs av Achille Raffray 1877. Pedaria armata ingår i släktet Pedaria och familjen bladhorningar. Inga underarter finns listade i Catalogue of Life.